# Wasserturm Hohenlimburg

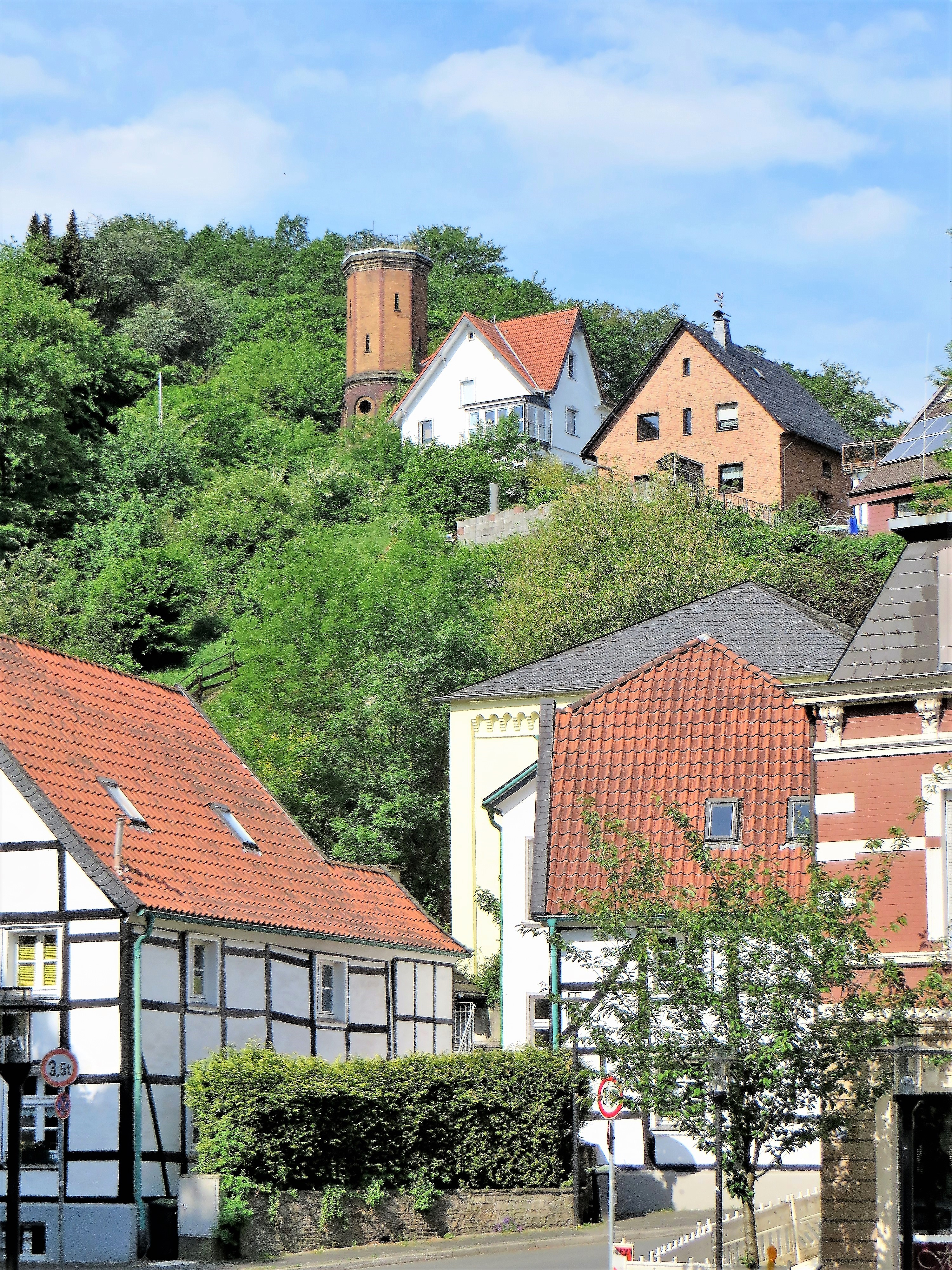
Wasserturm Hohenlimburg

Der Wasserturm Hohenlimburg befindet sich an der Boeingstraße am Eingang zum Wesselbachtal in Hohenlimburg (Hagen). Er wurde 1885 im Stil des Historismus errichtet. Es handelt sich um einen achteckigen Turm aus gelben und roten Ziegeln. Er diente als Aussichtsturm. Die Wassertanks selbst liegen im Hang als Kaverne verborgen. Heute ist der Turm in Privatbesitz.